# Bore (hydrologi)
| Bore |
| --- |
| Bore i Cook Inlet, Alaska, USA. - Betydelse – bränning ller brottsjö in i flod(mynning) i samband med stigande tidvatten - Bildande – hydrauliskt språng när strömmande vatten är snabbare än en lång våg - Förekomst – vanligare vid högre tidvattenskillnad - Ej samma som – flodvåg (annat namn för tsunami) |

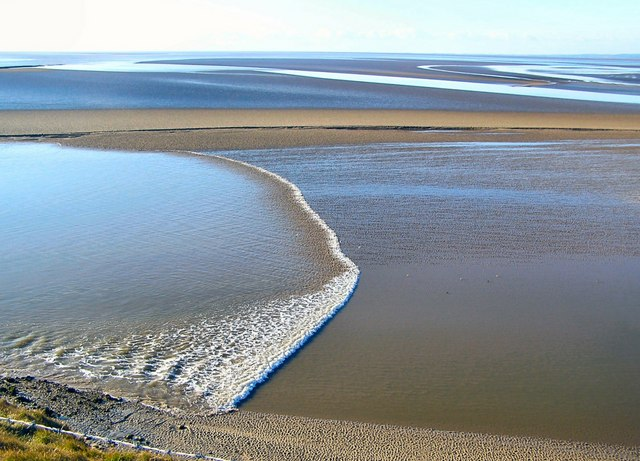
Bore i Morecambe Bay i västra England.

Bore (uttal: [bo:r]) är ett sorts bränning eller brottsjö (sammanstörtande våg) som hör samman med ebb och flod på åtskilliga ställen av havskusten. Det förekommer bland annat vid utloppet av större floder, till exempel vid Amazonfloden, Ganges och Irrawaddy samt vid Nordkap och Saltstraumen i Norge. Fenomenet är vanligare där tidvattensskillnaden är större än sex meter.

## Funktion
Fenomenet inträffar vid tiden för springfloden, det vill säga vid ny- och fullmåne, då vattnet stiger till en ovanlig höjd och våldsamt störtar sig in över stranden. Redan en stund före flodens ankomst hörs ett fruktansvärt dån, och därpå kommer flera efter varandra höga, långsträckta vågor. Boren är ofta rejält turbulent och kan likna ett rörligt vattenfall. Den är vanligare i områden med en tidvattenskillnad på minst sex meter.
En bore kan beskrivas som ett hydrauliskt språng, brottsjö eller bränning. Den bildas när hastigheten i flodens strömmande vatten överträffar en lång vågs fortplantningshastighet. Där en bränning uppstår när vågrörelsen bryts vid ett för litet vattendjup (ofta vid en strand), bryts en bore mot det utströmmande flodvattnet. 

## Etymologi och exempel
Bore har sitt namn efter vågfronten som bildas i Severn, när tidvattenvågen in i floden möter den utgående flodströmmen. Severn rinner ut i ett långt estuarium med öppning västerut, vilket ökar möjligheten till en kraftig bore.
Vid Seines mynning kallar man sådana vågor la barre. Ett analogt fenomen i floden Dordogne som rinner ut i Girondeestuariet i Frankrike är känt under namnet mascara eller mascaret. Även i Elbe förekommer något dylikt under benämningen das Rastern.

## Ej samma som
En bore ska skiljas från en flodvåg. Denna är ofta ett annat namn för tsunami, där vågrörelsen kommer via jordbävning under havsbotten. Även en lång havsvåg skapade genom att storm och springflod samverkar eller förändringar av lufttrycket under en orkan kan beskrivas som flodvåg.